# Бред Девіс (футболіст)
Бредлі (Бред) Джозеф Девіс (англ. Bradley Joseph Davis, нар. 8 листопада 1981, Сент-Чарльз (Міссурі), США) — американський футболіст, півзахисник національної збірної США та клубу «Х'юстон Динамо».

## Клубна кар'єра
У дорослому футболі дебютував 2000 року виступами за «Метростарс», в якій провів один сезон, взявши участь у 24 матчах і відзначившись чотирма голами.
2003 року уклав контракт з клубом «Даллас Берн», у складі якого провів наступний сезон. 2005 року захищав кольори команди клубу «Сан-Хосе Ерсквейкс». 2006 року приєднався до складу клубу «Х'юстон Динамо».

## Виступи за збірні
2001 року залучався до складу молодіжної збірної США. На молодіжному рівні зіграв у 3 офіційних матчах, забив 1 гол.
2005 року дебютував в офіційних матчах у складі національної збірної США.
У складі збірної був учасником розіграшу Золотого кубка КОНКАКАФ 2005 року у США, на якому команда здобула перемогу, у фіналі обігравши збірну Панами.

## Титули і досягнення
- Володар Золотого кубка КОНКАКАФ: 2005